# Plesiothele
Plesiothele Raven, 1978 è un genere di ragni appartenente alla famiglia Hexathelidae.

## Distribuzione
L'unica specie nota di questo genere è un endemismo della Tasmania

## Tassonomia
Questo genere è stato trasferito negli Hexathelidae dalla famiglia Dipluridae a seguito di un lavoro di Raven del 1980, sugli esemplari della specie tipo rinvenuti.
Attualmente, a giugno 2012, si compone di 1 specie:
- Plesiothele fentoni (Hickman, 1936)[2] — Tasmania